# یواس‌اس سیگنت (ای‌ام-۳۰۲)
یواس‌اس سیگنت (ای‌ام-۳۰۲) (به انگلیسی: USS Signet (AM-302)) یک کشتی بود که طول آن ۱۸۴ فوت ۶ اینچ (۵۶٫۲۴ متر) بود. این کشتی در سال ۱۹۴۳ ساخته شد.